# كوريباس
كوريباس (بالإنجليزية: Corybas)‏ هو جنس سحلبية (الأسرة سحلباوات). اعتبارا من مايو عام 2014، قائمة التدقيق العالمية للعائلات النباتية قبلت حوالي 130 من الأنواع المحلية إلى أستراليا ونيوزيلندا وغينيا الجديدة وجنوب شرق آسيا، وجبال الهيمالايا جنوب الصين، والعديد من الجزر في المحيط الهادئ، وعدد قليل من الجزر الفرعية في القطب الجنوبي بين أستراليا والقطب الجنوبي.يشتق اسم جنس من κορύβαντος اليونانية، راقصة الذكور.